# クリーブランド山

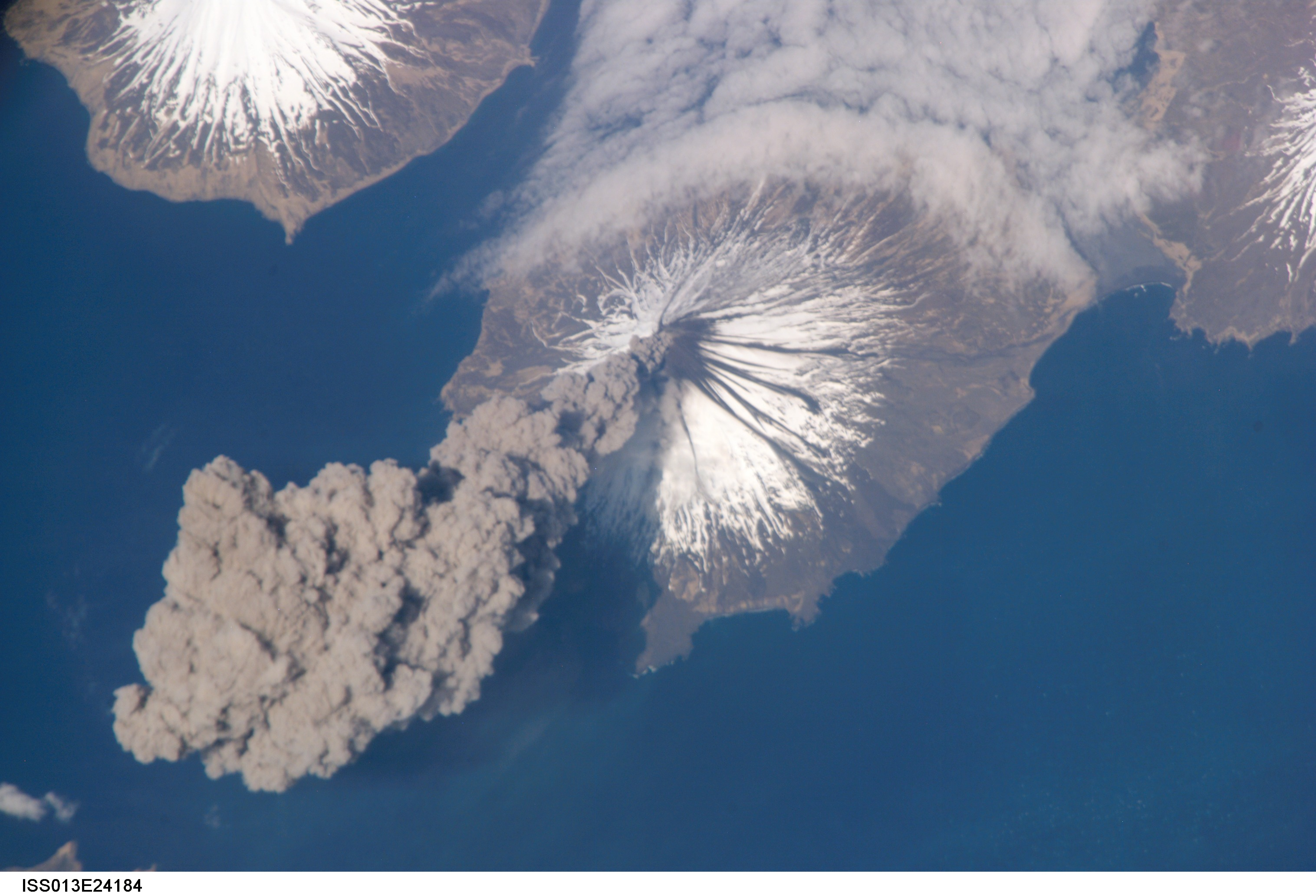
2006年5月23日、国際宇宙ステーションから撮影

クリーブランド山（英:Mount Cleveland）はアメリカ合衆国・アラスカ州にある活火山。

## 概要
アリューシャン列島内の無人島チュギナダック島（Chuginadak）にある活火山で、火山活動はかなり活発である。標高1730m。ほぼ毎年噴火していて、山頂火口に溶岩ドームを形成することがある。また、噴煙は上空10000m以上に到達することがあり、飛行機の欠航が出ることも。

## 主な噴火歴
- 1744年
- 1828年
- 1893年
- 1932年
- 1944年
- 1951年
- 1953年
- 1984年
- 1987年
- 1989年
- 1994年
- 1997年
- 2001年
- 2005年～2007年
- 2009年
- 2011年夏から
特に12月29日の噴火は噴煙が高度4600m以上まで達した。

※他にも1836年、1897年、1929年、1897年、1929年、1938年、1954年、1975年に噴火した可能性がある。